# Atelier Rorona: The Alchemist of Arland
Atelier Rorona: The Alchemist of Arland (Japans: ロロナのアトリエ　～アーランドの錬金術師～Rorona no Atorie ~Aarando no Renkinjutsushi~) is een Japans computerrollenspel ontwikkeld door het bedrijf Gust. Het spel kwam op 25 juni 2009 uit in Japan en op 22 oktober 2010 in Europa voor de PlayStation 3. In het spel voeren de speler en de vijand om de beurt acties uit.
Atelier Rorona is het 11e spel in de serie en tevens het eerste spel in de serie voor de PlayStation 3 waar ook voor het eerst gebruik wordt gemaakt van 3D-models in tegenstelling tot de 2D-sprites in de voorgaande delen. Net als in voorgaande delen staat in dit deel alchemie centraal. De speler moet opdrachten uitvoeren met alchemie, bijvoorbeeld bepaalde items creëren of drankjes maken om verder te komen in het verhaal.

## Ontvangst
| Beoordeeld door | Score  |
| --------------- | ------ |
| GameRankings    | 70,48% |
| Metacritic      | 65/100 |